# 石川県道127号高松停車場線
石川県道127号高松停車場線（いしかわけんどう127ごう たかまつていしゃじょうせん）は、石川県かほく市高松地区内にある一般県道（石川県道）である。

## 概要
- 起点：石川県かほく市高松ノ63番29地先（＝JR七尾線高松駅前）
- 終点：石川県かほく市高松ノ78番2地先（＝高松郵便局前交差点、国道159号交点）

かほく市高松地区の中心部である高松の高松駅と、同市内を南北に貫く国道159号とを結ぶ。

## 現況
車道の幅員は全区間1.5車線程度であり、普通自動車は行き違いはできるものの、狭小である。消雪パイプや歩道は全区間設置されていない。当県道とは別に、当県道の南側には市道が両側2車線（片側1車線）で並行して整備されており、市道の方が同区間を容易に往来可能である。
沿道には県道番号標識や管理者である石川県関係の標示物（デリニエーターなど）は設置されていない。終点にあたる高松郵便局前交差点の国道159号金沢側の案内標識には当県道を標す番号標記があり、目標地点として「JR高松駅」の標記が付されている。

## 歴史
- 1960年（昭和35年）10月15日：路線認定。

## 接続道路
- 国道159号（国道249号と重複）（かほく市高松・高松郵便局前交差点：終点）

## 周辺
- JR七尾線 高松駅
- カジレーネ
- 梶製作所
- 高松郵便局
- かほく市高松庁舎
- ショッピングプラザアイ